# يوسف شيمش
يوسف شيمش (12 مارس 1922 العراق، - 14 ديسمبر 1973، تل أبيب) كان عضوًا في الموساد الإسرائيلي.
تم تجنيد شيمش في الموساد بمبادرة منه أثناء وجوده في العراق بعد إجراء اتصالات مع يعقوب نمرودي. كان لقب شيمش هو "أبو يعقوب". خلال خدمته، تمكن شيمس من تجنيد طيار الميغ العراقي منير روفا كجزء من "عملية الماس". انشق الطيار مع طائرته ميكويان-جوريفيتش ميج-21 أو بي أف ميج 21 إلى إسرائيل في 16 أغسطس 1966. وساهمت هذه العملية بشكل كبير في تعزيز تفوق سلاح الجو الإسرائيلي، وأثرت على قدرة سلاح الجو خلال حرب الأيام الستة.
في 30 تشرين الثاني (نوفمبر) 2008، أطلقت بلدية رامات هاشارون اسمه على ساحة المعسكر في منطقة قاعدة المخابرات جيلوت، بالقرب من جسر رحبعام زئيفي.

## روابط خارجية
- رمات هشارون: تحية لرجل الموساد الراحل يوسف شيمش - ساحة المخيم في جيلوليت تحمل اسمه